# Benno Regely
Benno Alexander Ottomar Regely (* 25. Juli 1825 in Glogau; † 22. April 1888 in Berlin) war ein preußischer Generalleutnant, der von 1875 bis 1886 ein wichtiger Mittler für die geographische und archäologische Forschung war.

## Leben
Er war der Sohn des Justizrates Benjamin Traugott Regely († 1835) und dessen Ehefrau Karoline Wilhelmine, geborene Schrötter († 1871).
Regely besuchte das katholische Gymnasium seiner Heimatstadt und trat am 13. April 1845 als Freiwilliger in das 6. Infanterie-Regiment der Preußischen Armee ein. Am 17. Dezember 1846 folgte seine Beförderung zum Sekondeleutnant. Als solcher war mit einer kurzen Unterbrechung vom 28. September 1849 bis zum 20. November 1850 als Lehrer an der Vereinigten Divisionsschule des V. Armee-Korps tätig. Ab 13. Oktober 1851 absolvierte Regely für drei Jahre die Allgemeine Kriegsschule und nahm am 1. Februar 1855 wieder seine Lehrtätigkeit an der Divisionsschule auf. Abgesehen von einer neunmonatigen Kommandierung zur Topographischen Abteilung des Großen Generalstabs war Regely bis Januar 1861 hier beschäftigt. Am 22. Januar 1861 wurde er Hauptmann und Kompaniechef im Grenadier-Regiment Nr. 6. Während des mobilen Verhältnisses anlässlich des Deutschen Krieges war Regely Kompanieführer beim Ersatzbataillon. Am 5. Februar 1867 wurde er à la suite des Regiments gestellt und als Lehrer an die Kriegsschule Hannover versetzt.
Er war von 1875 bis 1882 Chef der geographisch-statistischen Abteilung des Großen Generalstabs und von 1882 bis 1886 Chef der Landesaufnahme in Preußen. Ab 1876 war er ordentliches Mitglied des Deutschen Archäologischen Instituts und der Archäologischen Gesellschaft zu Berlin.
Während seiner Jahre beim preußischen Generalstab begleitete er zahlreiche Forschungsreisen, darunter die Kleinasien-Expedition von Ernst Curtius, die wertvolle Erkenntnisse über die Topographie Kleinasiens lieferte und den Grundstein für die archäologische Erforschung vieler antiker Stätten (vor allem Ephesos) legte. Regely schuf während der Expedition Lagepläne und Skizzen.
Regely hatte sich am 14. Juni 1864 mit Auguste Marie Dorothea Schwerdtfeger (1839–1866) verheiratet. Aus der Ehe ging der Sohn Arthur (* 1865) hervor, der 1893 in Berlin als Jurist promoviert wurde und 1913 Rechtsanwalt am Reichsgericht wurde.